# Poritia hayashii
Poritia hayashii är en fjärilsart som beskrevs av Schröder och Colin G.Treadaway 1979. Poritia hayashii ingår i släktet Poritia och familjen juvelvingar. Inga underarter finns listade i Catalogue of Life.